# Tireuse cinématographique
Pour les articles homonymes, voir tireuse.

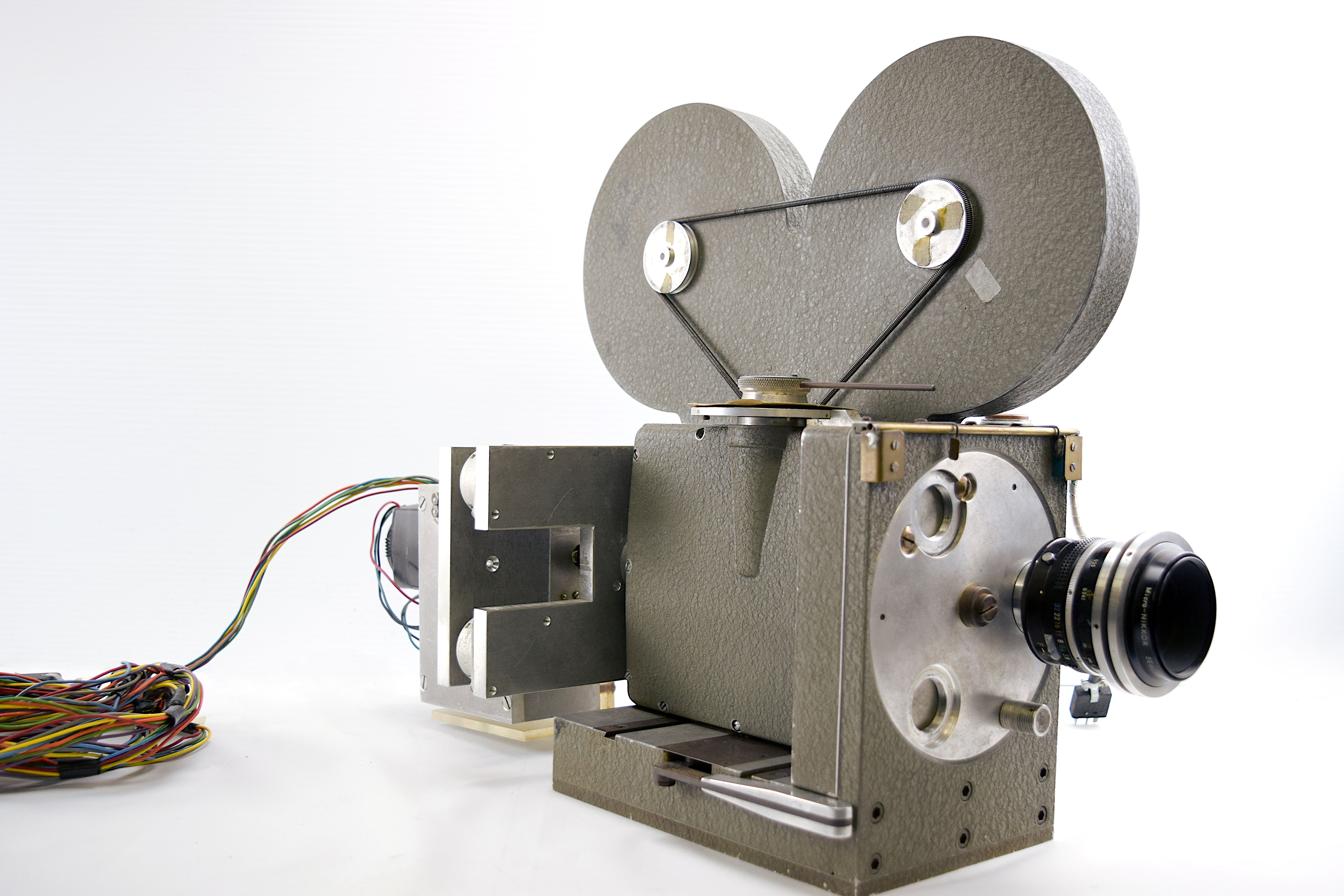
Tireuse optique, fabriquée par Animation Equipement co.

Une tireuse cinématographique est une machine qui permet de tirer des copies argentiques d’après le négatif original des films pour assurer soit leur préservation, soit un dépôt légal, soit leur exploitation dans les salles équipées de ce type de support, soit autrefois pour exécuter des truquages. Si la tireuse était encore dans les années 2000, le fer de lance des laboratoires cinématographiques, elle relève aujourd'hui de la muséologie, compte tenu de la disparition programmée des supports linéaires et leur remplacement par des supports ou des canaux numériques.

## Historique
C’est l’inventeur américain Thomas Edison qui eut l’idée d’adopter le mot anglais "film", qui signifie fine couche ou voile (comme un film d’huile, ou dans les cuisines modernes, un film étirable), en relation avec l’émulsion photo-sensible couchée sur l’une des faces du ruban support.
Dans les années héroïques des débuts du cinéma, avant l’industrialisation de sa production (environ de 1891 à 1911), les copies de visionnement (kinétoscope ou projection) étaient obtenues à partir du négatif original obtenu lors de la prise de vues, re-filmé directement à l’intérieur de la caméra.
Dans le cas du cinématographe Lumière, par exemple, l’amateur, tout comme le professionnel, pouvait charger la caméra avec le négatif original déjà développé et un négatif vierge. Les deux pellicules étaient disposées avec les deux faces portant l’émulsion l’une contre l’autre. La prise de vues s’effectuait en éclairant violemment le négatif original par l’intermédiaire de l’objectif avec la lanterne prévue également pour les projections. On obtenait un second négatif qui, inversant les valeurs noir et blanc du négatif original (noir pour blanc, blanc pour noir), donnait une copie positive (noir pour noir, blanc pour blanc). C’était à peu près le même dispositif que celui qui est encore utilisé en photographie sous l’appellation de tirage contact.
L’inconvénient majeur de tous ces procédés basés sur l’emploi du négatif original était que celui-ci se détériorait copie par copie, et qu’au bout de quelques dizaines ou centaines de passages, il présentait de nombreuses rayures du support et de l’émulsion, voire, plus graves, des cassures. Pour satisfaire la demande grandissante de la clientèle, il fallait réaliser un autre négatif, c’est-à-dire faire ce que l’on appelle un remake. C’est ainsi que Louis Lumière tourna en 1895 sa fameuse Sortie de l’usine au moins trois fois, ce que révèlent le passage différent des personnages et leurs habits adaptés à l’instant (vêtements de travail ou de dimanche). Ce film ne contenait qu’un seul plan de 45 secondes, l’opération était simple. En revanche, le film britannique Sauvée par Rover de 4 minutes et trente secondes a  été réalisé au moins trois fois en 1905 par Lewin Fitzhamon et comporte 22 plans, tous retournés à l’identique pour répondre aux centaines de commandes de copies.
De son côté, Thomas Edison, dans le souci de pouvoir apporter une preuve de l’origine des films qu’il vendait dans le monde entier, instaura le dépôt légal d’une copie de chacune de ses productions afin de traquer toute contrefaçon (car le piratage des films est né en même temps que le cinéma lui-même, le téléchargement illégal n’est qu’une forme moderne de ce phénomène). Ces dépôts ont été confiés à la bibliothèque du Congrès de Washington  sous la forme d’une copie positive spéciale en papier souple recouvert de produit photosensible, au format 35 mm à perforations Edison, car il était impossible à la grande Library of Congress d’accepter entre ses murs les dangereux bobineaux de nitrate de cellulose, inflammables au plus haut point et même explosifs, qui constituaient encore le support des films. Plus tard, ces sécurités en papier ont permis de reconstituer des films de l’Edison Manufacturing Company qui avaient disparu dans un incendie sous leur forme de négatifs originaux.
Dans les années 1920, l’industrialisation croissante du cinéma mena les techniciens du 7e art à spécialiser de plus en plus leurs procédés. La dichotomie caméra et appareil de visionnement ou de projection qu’avait choisie Edison, supplanta le cinématographe pour lequel les frères Lumière avaient opté pour la multifonctionnalité caméra-appareil de projection-tireuse. Et l’on prit l’habitude de tirer les copies de projection, celles qui étaient vendues ou louées aussi bien aux particuliers qu’aux professionnels qu’on appelle en France les exploitants, non plus à partir du négatif original sorti de la caméra, mais en effectuant une copie de ce négatif sur une pellicule positive à grain très fin (pour garder le plus possible de détails présents sur le négatif) que l’on appelle un « marron » ou, plus anciennement, une « lavande », selon la couleur dominante du support. Ce marron ne sert pas non plus au tirage des copies. Il est en quelque sorte l’étalon du film, car le négatif original, comportant des « collures » (plus exactement des soudures) effectuées lors de la conformation, est fragile et doit être soigneusement stocké en atmosphère sans poussière, dans une température et un taux d’humidité strictement contrôlés. Le marron (positif) est reproduit par contact sur une autre pellicule (c’est-à-dire sous la forme d’un négatif) que l’on appelle « contretype » ou « internégatif ». C’est ce négatif intermédiaire qui va permettre de tirer les copies d’exploitation du pays producteur ou celles qui serviront aux pays acheteurs pour établir leurs propres versions locales.

## Procédés de tirage
Les procédés de tirage sont ainsi le tirage par contact (pellicules dos à dos) et le tirage optique (une pellicule dans un « appareil de projection » et l’autre dans une « caméra », les deux appareils étant face à face). Le premier procédé utilisait autrefois un défilement intermittent du pack de pellicules par griffes, mais ce dispositif a été sécurisé en supprimant l’avancement par griffes et en choisissant un défilement continu. Le second agit image par image, c’est-à-dire avec un entraînement intermittent des films dans les deux appareils.

Les tireuses les plus répandues sont la Matipo et Matipo-Color (tirages contact) et la Tipro et Tipro-Color (tirages optiques) des Établissements André Debrie, société française autrefois installée aux numéros 111 et 113 de la rue Saint Maur à Paris dans le 11e arrondissement, et la BH modèle MB (pour les films en Noir et Blanc) et BH modèle C (pour les films en couleurs), les deux fonctionnant en tirage optique, ainsi que la BH modèle D (tirage contact) de la Bell & Howell Company, société américaine installée à Chicago. Les deux fabricants offraient également sur le marché leurs caméras et appareils de projection, mondialement célèbres.
Les tireuses sont équipées de dispositifs particuliers qui permettent de doser la puissance de l’éclairement du négatif. Pour cela une bande en carton de 35 mm de large perforée au pas Edison se déroule 5 fois moins vite que le film lui-même, et, suivant ses perforations, présente une autre bande munie de trous de diamètres différents qui laissent ainsi passer plus ou moins de quantité de lumière pour éclairer un plan ou plusieurs plans. Un second dispositif est présent pour le tirage des films en couleurs, qui présente de la même façon différents filtres correcteurs agissant sur un plan ou un ensemble de plans.
Les tireuses optiques permettaient la réduction du format des copies, par exemple du 65 (ou du 70) au format standard 35 mm, ou du 35 au 16 mm, ou au contraire le « gonflage », c’est-à-dire le passage au format supérieur (autrefois couramment du Super 16 au 35 mm), et permettaient également le tirage des copies aux formats amateurs. Par exemple, du 35 au 8 mm ou au 16 mm, qui se présentait au tirage sous la forme d’une bande de 32 mm de large sur laquelle était impressionné quatre fois (8 mm) ou deux fois (16 mm) le film, et que l’on découpait ensuite en quatre ou deux copies de 8 mm ou de 16 mm. Aujourd’hui, les tireuses permettent la numérisation des films tournés sur support argentique (restauration des films) et leur exploitation en DVD, BluRay ou dossiers numériques. Leur vitesse d’exécution est au moins dix fois celles des tireuses pellicule sur pellicule.
Ce sont aussi les tireuses optiques qui permettaient d'effectuer des trucages en postproduction. Ainsi, la Truca, tireuse optique spécialisée, construite en France par André Debrie dès 1929, offrait la possibilité de réaliser toute une variété de trucages, des plus simples aux plus compliqués, d'un  fondu d'ouverture ou de fermeture, ou d'un fondu enchaîné, d'un accéléré ou d'un ralenti par répétition des mêmes images, d'une marche arrière, la gamme était complète. La surimpression de deux plans ou d'un titre, le sous-titrage complétaient ces possibilités. La plus complexe était la confection d'un couple cache/contre-cache pour diviser l'image en plusieurs zones, aussi bien pour réaliser un split-screen, une image où apparaissent simultanément plusieurs plans, que pour introduire un élément de décor ou un personnage fabuleux (un monstre par exemple) dans un plan où s'activent des comédiens en chair et en os, ces possibilités étaient multiples mais toujours limitées par la dégradation de la définition de l'image et de son harmonie chromatique à chaque fois que l'on ajoutait une génération de tirage. Le format large (et coûteux) du 65 mm a souvent et longtemps pallié cet inconvénient mais c'est l'emploi d'ordinateurs spécialisés qui a délivré de ce problème l'imagination des créateurs, les copies de copies pouvant être multipliées sans grandes limites avant le report sur pellicule du trucage achevé. L'abandon programmé des tournages à l'aide de caméras argentiques a rendu obsolète les effets spéciaux utilisant le tirage optique.